# Saint-Avre
Saint-Avre is een gemeente in het Franse departement Savoie (regio Auvergne-Rhône-Alpes) en telt 715 inwoners (2005). De plaats maakt deel uit van het arrondissement Saint-Jean-de-Maurienne.

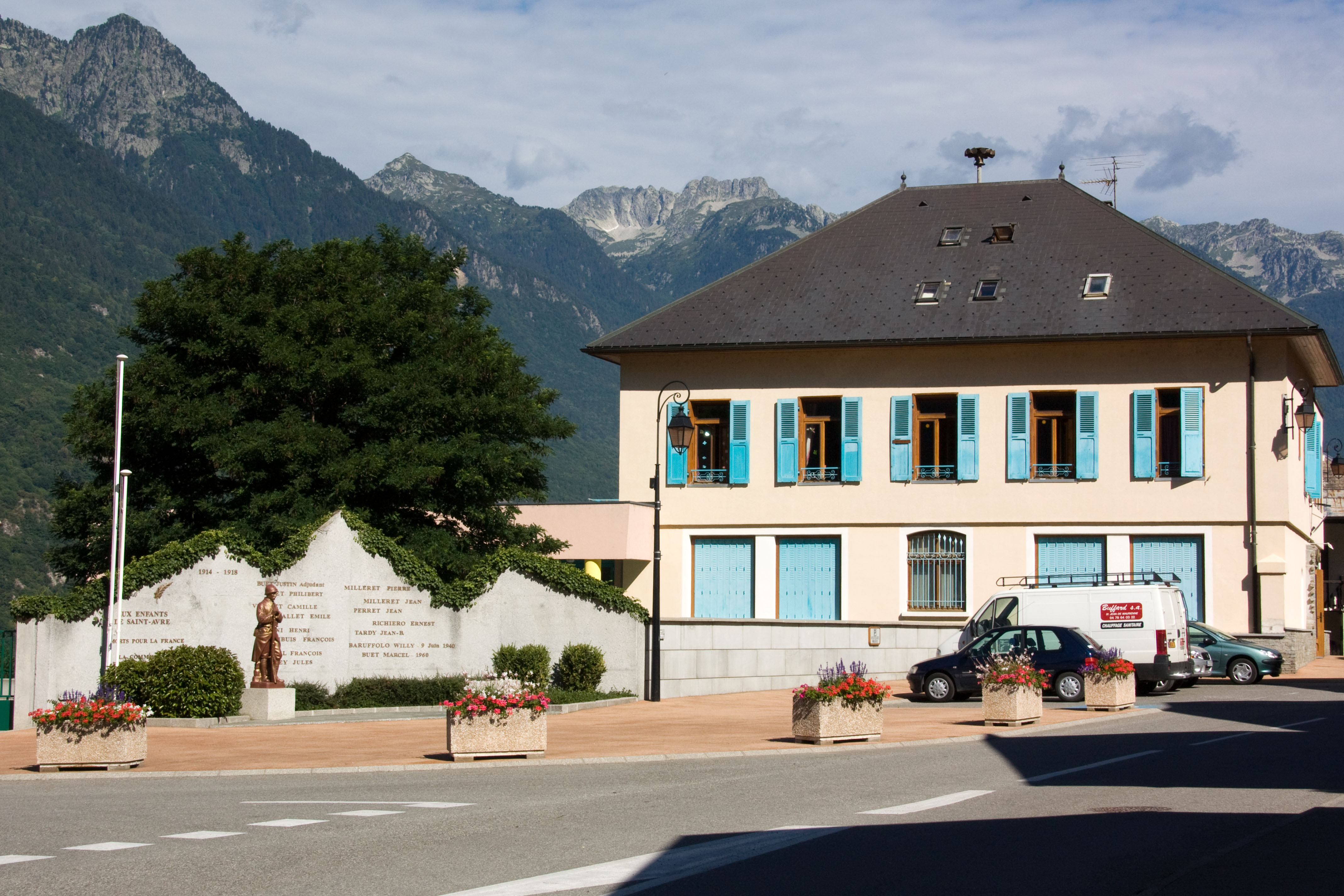
Oorlogsmonument
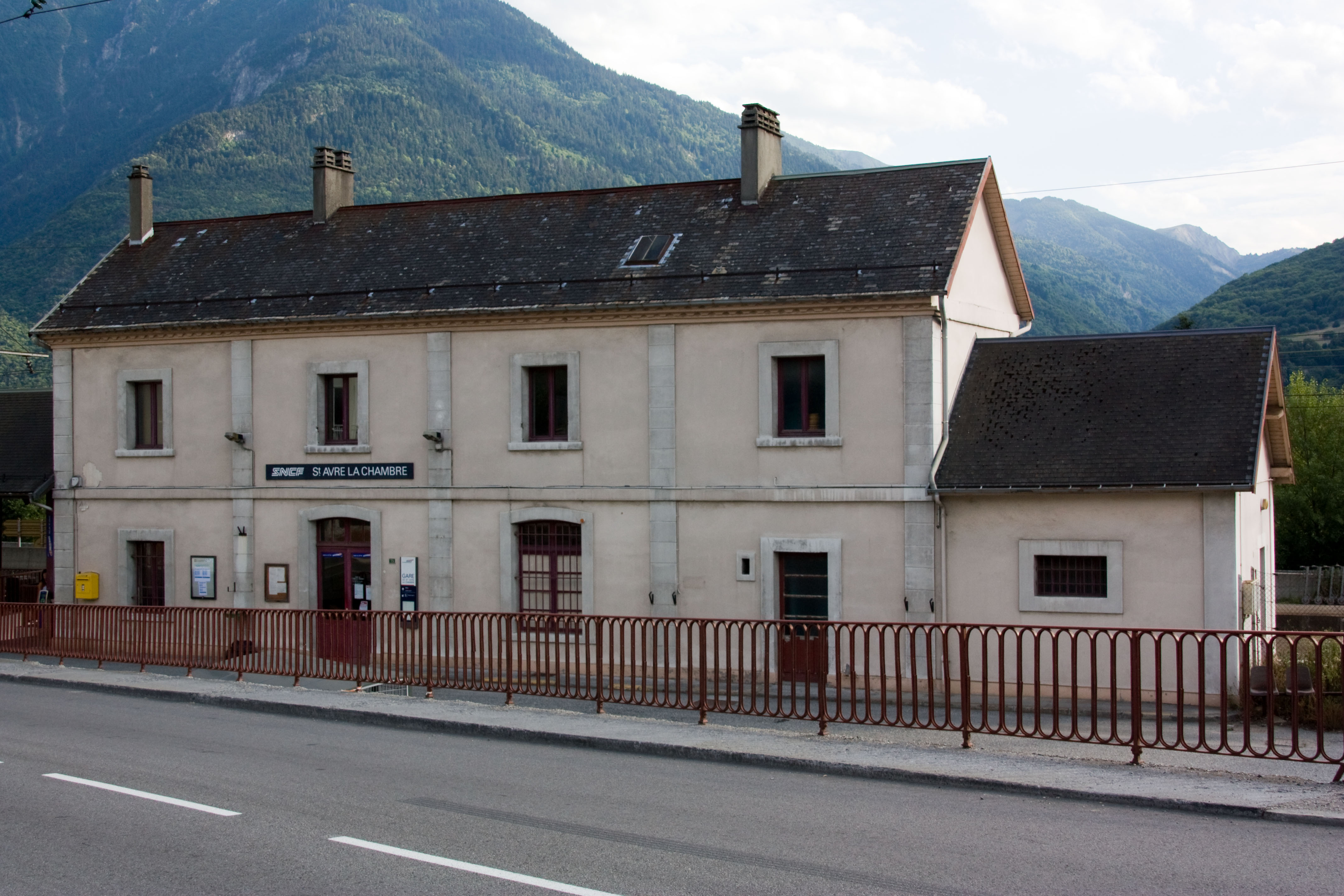
Station
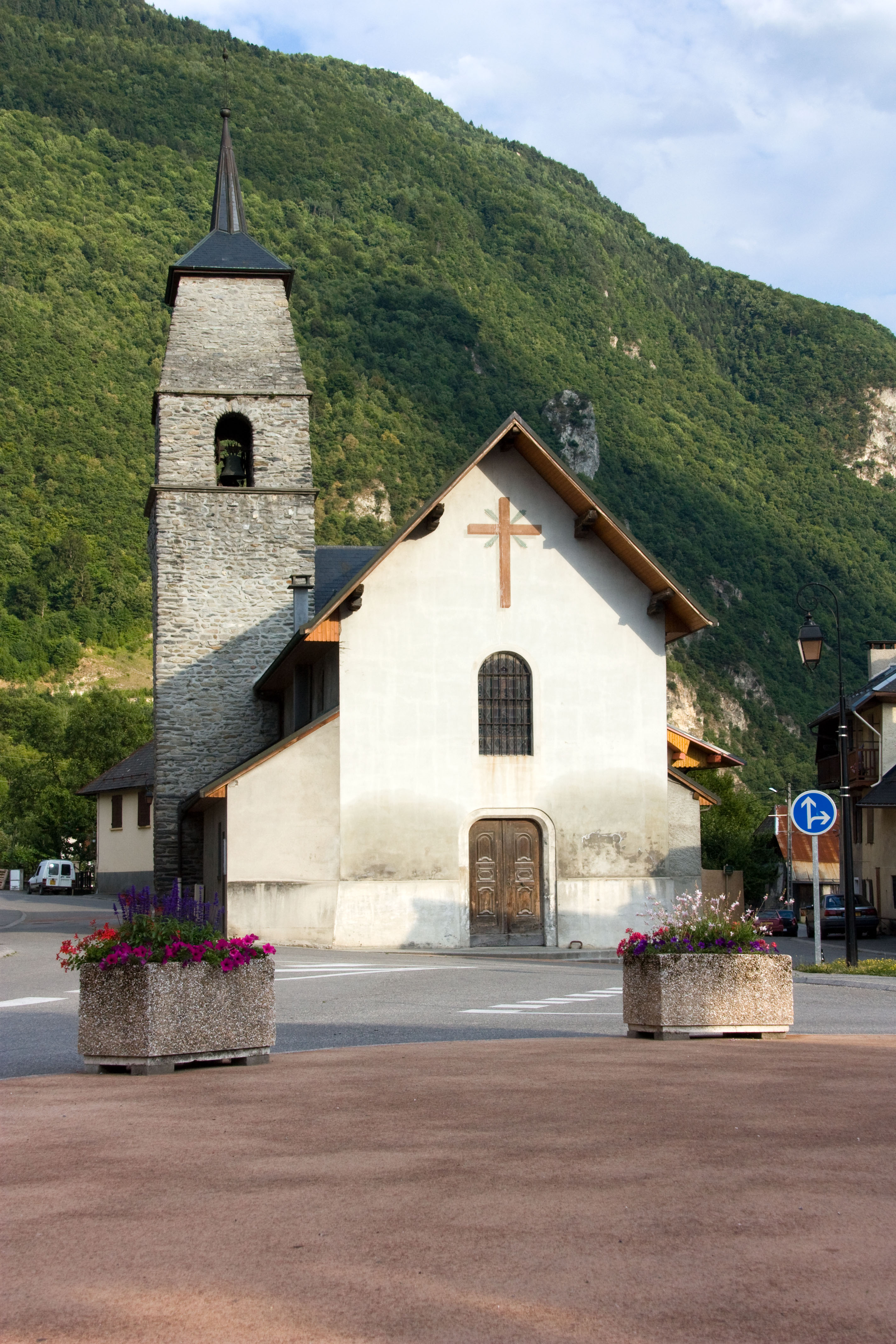
Kerk
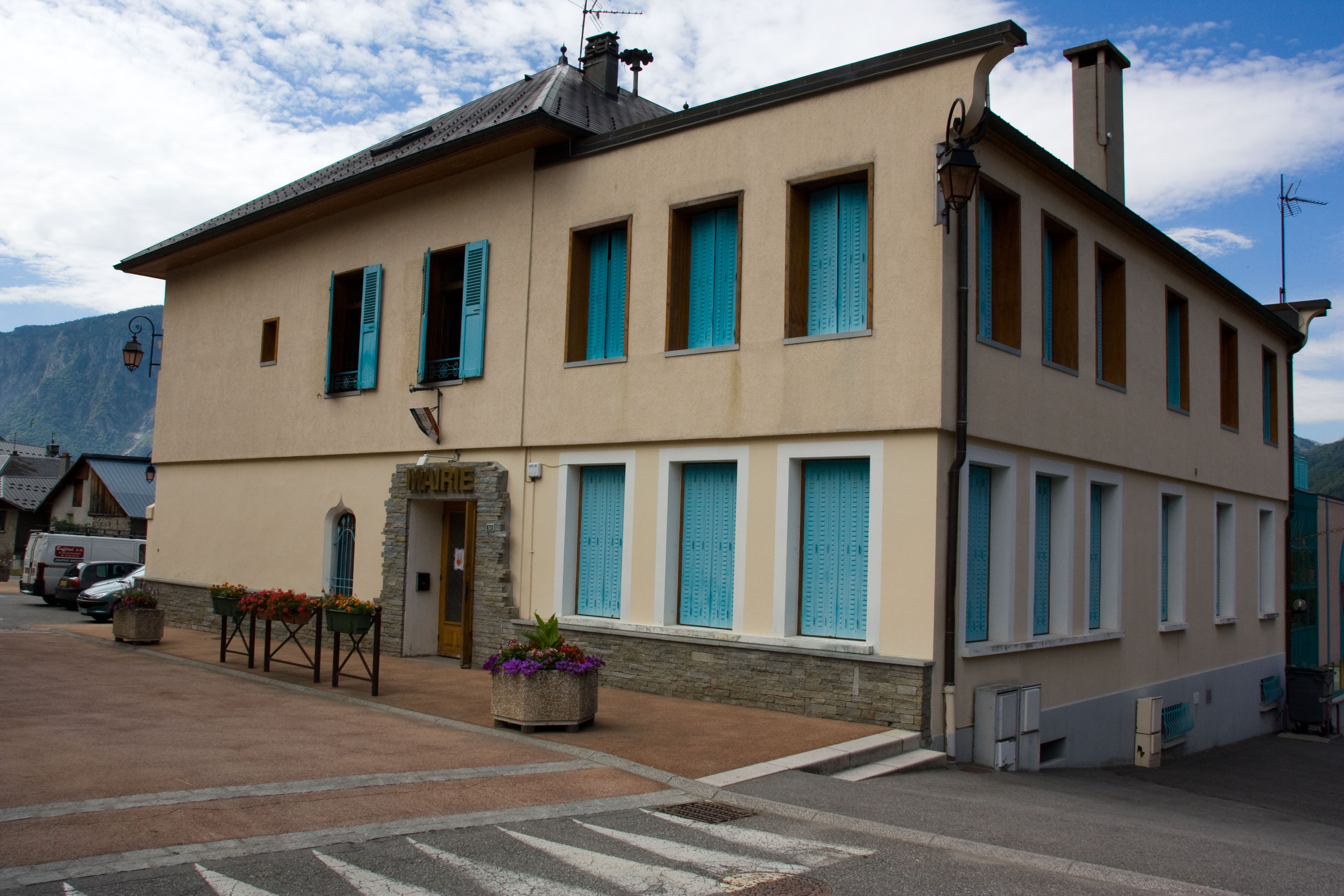
Gemeentehuis

## Geografie
De oppervlakte van Saint-Avre bedraagt 3,6 km², de bevolkingsdichtheid is 198,6 inwoners per km².
De onderstaande kaart toont de ligging van Saint-Avre met de belangrijkste infrastructuur en aangrenzende gemeenten.

## Demografie
Onderstaande figuur toont het verloop van het inwonertal (bron: INSEE-tellingen).